# فرودگاه صحرایی پرانپورت
فرودگاه صحرایی پرانپورت (به انگلیسی: Perranporth Airfield) یک فرودگاه همگانی است که یک باند فرود آسفالت دارد و طول باند آن ۹۴۰ متر است. این فرودگاه در کشور انگلستان قرار دارد و در ارتفاع ۱۰۱ متری از سطح دریا واقع شده است.